# Gli anni (singolo)
Gli anni è un singolo degli 883, il sesto e ultimo singolo estratto dal loro album La donna il sogno & il grande incubo. Dà anche il titolo alla raccolta uscita nel 1998, in cui compare in una nuova versione denominata Gli anni ('96). Il brano, che risulta accreditato al solo Max Pezzali, è in realtà l'ultimo brano scritto insieme a Mauro Repetto, che scelse volutamente di non firmarlo.

## Descrizione
Tra i brani simbolo del gruppo, è diventato una sorta di inno dei giovani fan della band degli anni novanta. Gli anni racconta la nostalgia per il mito di una giovinezza trascorsa tra i successi del grande Real Madrid, le puntate della serie TV Happy Days con il divertente Ralph Malph e la sua compagnia di amici scanzonati, i jeans Roy Roger's, i grandi film e i motorini su cui si viaggiava "sempre in due", gli anni in cui per qualsiasi cosa si facesse si poteva contare sempre sui propri amici e sui propri familiari.
Al di là dei richiami a elementi tipici della gioventù degli anni ottanta, questo pezzo affronta  più in generale il tema assoluto della nostalgia dovuta agli anni che passano e del rimpianto per i tempi passati che non torneranno più.

## Versioni
Nel 2013 il frontman Max Pezzali ha inciso una nuova versione del brano insieme al cantautore Cesare Cremonini ed inserita nella raccolta Max 20. La stessa versione è presente anche nella raccolta Max Forever Vol.1.
Nel 2017 il brano è stato inciso nuovamente da Pezzali insieme a Nek e a Francesco Renga e pubblicato come singolo il 27 dicembre 2017.
Nel 2021 il brano viene portato sul palco del Festival di Sanremo nella terza serata, dedicata alle cover, da Gio Evan insieme ad alcuni cantanti della prima edizione di The Voice Senior.

## Tracce
1. Gli anni (Versione '96)
2. Gli anni (Bliss Team Classic Remix)
3. Gli anni (Bliss Team Downbeat Remix)
4. Gli anni (Giorgino Remix)
5. Gli anni (Album Version)

## Formazione
- Max Pezzali - voce
- Jacopo Corso - chitarra solista
- Roberto Priori - chitarra ritmica
- Sandro Verde - tastiera
- Leandro Misuriello - basso

## Cover
- Una cover del brano è stata registrata nel 2012 da Colapesce all'interno della compilation di cover degli 883 Con due deca, pubblicata in occasione del ventennale di Hanno ucciso l'Uomo Ragno.
- Il brano viene cantato da Suor Cristina e J-Ax nella serata finale della seconda edizione di The Voice of Italy.
- Anche i Vanilla Sky hanno realizzato una cover di questo brano.
- Nel 2013 il rapper Jake La Furia dei Club Dogo ha omaggiato il brano con il singolo Gli anni d'oro, presente nell'album Musica commerciale.
- La canzone è stata incisa dal disc jockey Gigi D'Agostino adattandola al genere italo dance[6].